# アンサー (BUMP OF CHICKENの曲)
「アンサー」は、BUMP OF CHICKENの7作目の配信限定シングル。2016年12月21日にリリースされた。

## 収録曲
1. アンサー
  - 作詞・作曲：藤原基央　編曲：BUMP OF CHICKEN

NHK総合テレビアニメ『3月のライオン』オープニングテーマ（10月 - 12月期）。
テレビアニメ『3月のライオン』のオープニングテーマとして新たに書き下ろされた[1]。バンドは以前にも、『3月のライオン』に楽曲「ファイター」を書き下ろしており、こちらは同番組のエンディングテーマとして使用されている。
2019年に開催された全国ツアー『BUMP OF CHICKEN TOUR 2019 aurora ark』では、アルバム『aurora arc』に収録されているバンドサウンドの楽曲の中で、唯一演奏されなかった。

## ミュージック・ビデオ
配信リリースと同時に、TVサイズバージョン（アニメで実際に使用されているバージョン）のミュージックビデオが公開された。テレビアニメ『3月のライオン』を手掛けるアニメ会社、シャフトが監修した史上初めてのミュージックビデオである。2017年4月にはフルバージョンが公開された（現在フルバージョンのみが公開されている）。